# Goldene Rose

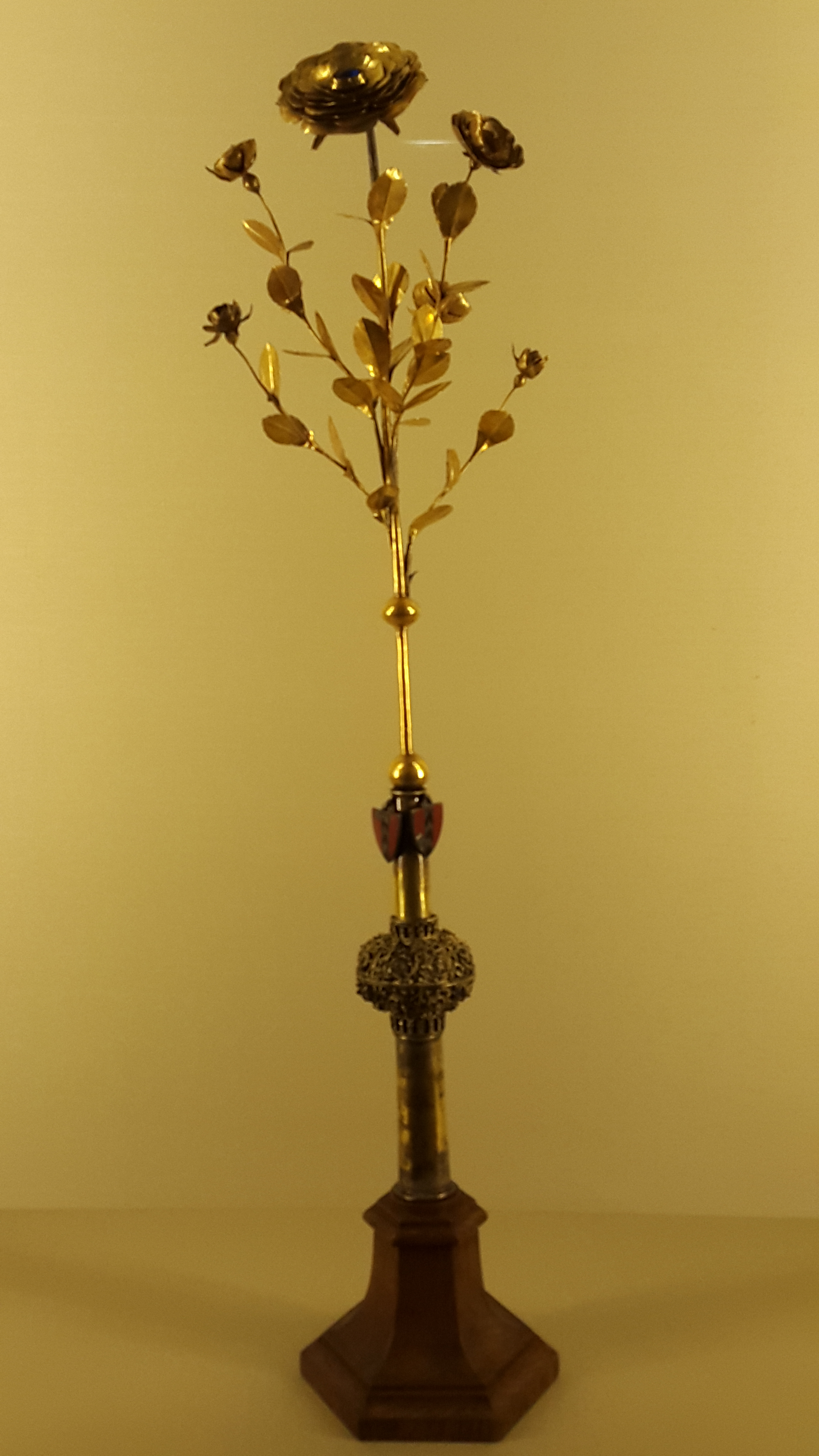
Goldene Rose für Rudolf III. von Nidau, Avignon, 1330, Musée de Cluny (2015)

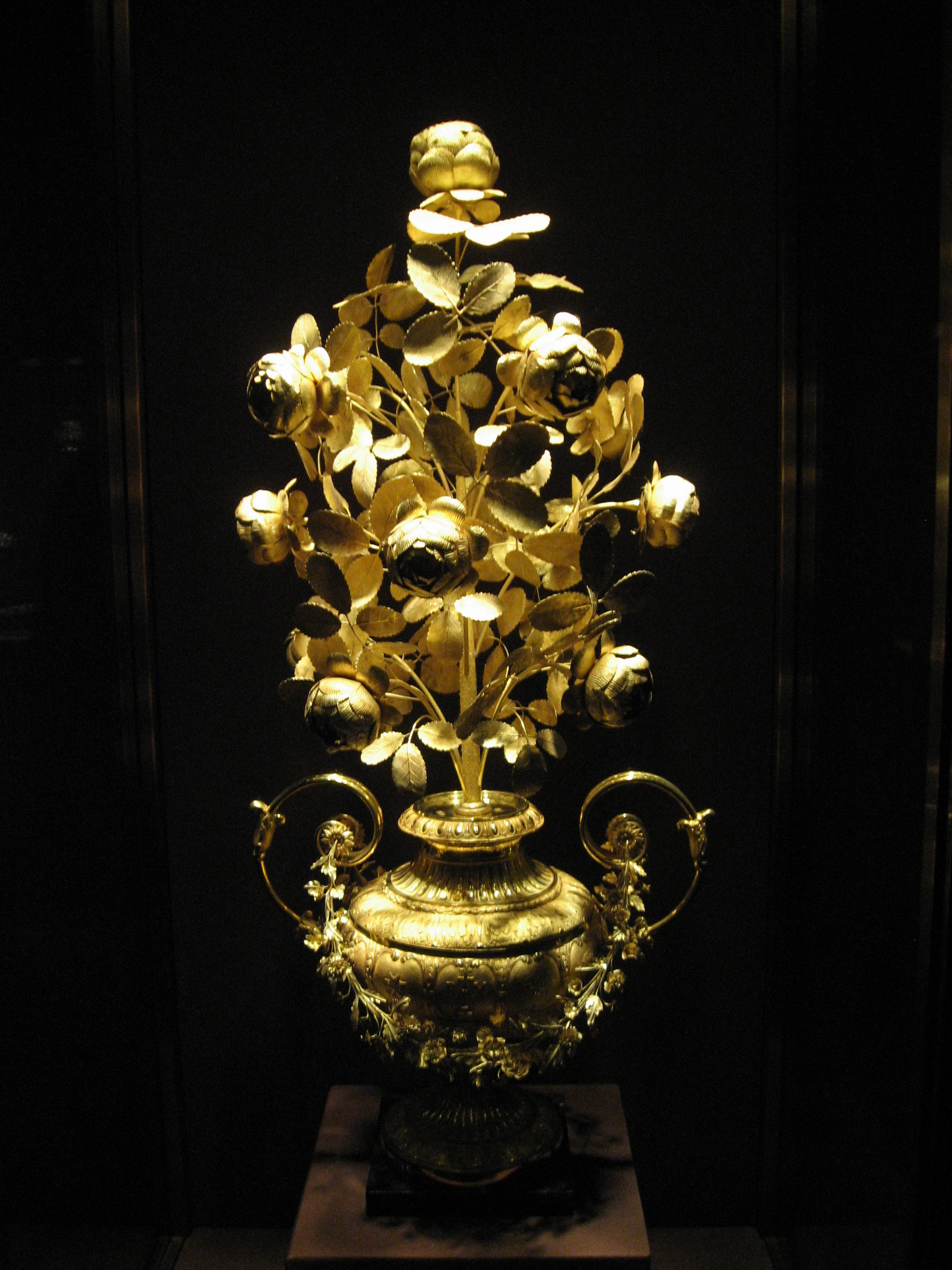
Goldene Rose von Giuseppe und Pietro Paolo Spagna. Rom, um 1818/19 in der Wiener Schatzkammer

Die Goldene Rose (auch Papstrose, Tugendrose; lateinisch Rosa aurea) ist eine päpstliche Auszeichnung. Die Rose ist ein aus vergoldetem Silber geschmiedeter Rosenstrauß aus sechs Rosenzweigen mit sechs Blüten, die mit wohlriechenden Essenzen (Balsame und Moschus) gefüllt sind.
Das Symbol der goldenen Rose steht für Jesus Christus. Das Gold deutet auf seine Auferstehung hin, die Dornen auf die Passion. Traditionell wird die Goldene Rose am 4. Fastensonntag (Laetare), der deshalb auch Rosensonntag genannt wird, einer Persönlichkeit, einem Staat, einer Stadt oder einer Organisation verliehen, die sich um die katholische Kirche besonders verdient gemacht hatte. Jährlich wurde durch einen Goldschmied eine neue Rose im Auftrag des Papstes angefertigt.

## Geschichte des Ehrenzeichens
Eine der ersten Goldenen Rosen schenkte Papst Urban II. 1096 dem Grafen von Anjou. Die 1330 von dem Sieneser Goldschmied Minucchio für Papst Johannes XXII. in Avignon angefertigte und dem Grafen Rudolf III. von Nidau verliehene Goldene Rose ist eines der frühesten erhalten gebliebenen Exemplare. Sie wurde im Basler Münsterschatz aufbewahrt und kam nach der Teilung des Schatzes und dem Verkauf ihres Anteils durch die Basler Landschaft 1854 als Schenkung ins Musée de Cluny in Paris. 
Die 1417 an den Rat von Florenz verliehene Goldene Rose bestand aus neun mit Saphiren verzierten goldenen Blüten, die mit Balsam, Moschus und Myrrhe gefüllt waren. Papst Innozenz III. (1198–1216) verglich die Goldene Rose mit Jesus und sagte: „Wie die Rose aus Gold, Moschus und Balsam zusammengesetzt sei, so bestehe auch Jesus aus drei Substanzen, aus der Gottheit, der menschlichen Seele und dem menschlichen Körper.“
Mitunter wurde die Goldene Rose aber auch Persönlichkeiten geschenkt, um sie dem päpstlichen Einfluss geneigt zu machen. So überbrachte der päpstliche Kammerherr Karl von Miltitz Anfang Januar 1519 die Rose an den Kurfürsten Friedrich den Weisen, um diesen zur Unterdrückung der Lehre Martin Luthers anzuregen.
Ursprünglich war die Auszeichnung Männern vorbehalten. Als sie später aber auch auf Frauen überging, nannte man sie meist Tugendrose. Die erste Tugendrose soll Königin Giovanna von Sizilien im Jahr 1368 von Papst Urban V. erhalten haben. Männer wurden seit dieser Zeit mit dem Papstschwert ausgezeichnet. Die letzten Männer, die die Goldene Rose erhielten, waren 1759 der Doge von Venedig, Francesco Loredan, und 1780 der Generalstatthalter der Lombardei, Erzherzog Johann Karl von Österreich.
Der Brauch, die Tugendrose an Frauen zu vergeben, reicht bis in die Mitte des 20. Jahrhunderts: 1925 wurde die belgische Königin Elisabeth und 1937 die italienische Königin Elena vom Papst mit der Goldenen Rose geehrt. Die einzige Bürgerliche unter den geehrten Personen war die Mitgründerin der Katholischen Universität von Amerika, Mary Gwendoline Caldwell. Die letzte Person, die die Tugendrose erhielt, war Großherzogin Charlotte von Luxemburg im Jahr 1956.
Seit Papst Pius XII. die Kathedrale von Goa mit der Goldenen Rose ehrte, wird die besondere Auszeichnung nur noch an Wallfahrtsorte vergeben. Paul VI. (1963–1978) tat dies fünfmal, Papst Johannes Paul II. (1978–2005) neunmal und Benedikt XVI. (2005–2013) sogar achtzehnmal. Papst Franziskus hat seine erste Goldene Rose im November 2013 vergeben. Vor seinem Besuch bei der Mariensäule nahe dem Spanischen Platz suchte Papst Franziskus am 8. Dezember 2023, dem Hochfest der ohne Erbsünde empfangenen Jungfrau und Gottesmutter Maria, erneut die Basilika Santa Maria Maggiore auf und ehrte die Marienikone „Maria Salus Populi Romani“ mit einer Goldenen Rose.

## Träger der goldenen Rose

### Herrscher
- Falcone, Graf von Angers (Urban II., 1096)
- Alfons VII., König von Kastilien (Eugen III., 1148)
- Ludwig VII., König von Frankreich (Alexander III., 1163)
- Ludwig I. von Ungarn (Klemens I., 1348)
- Raimondo Orsini del Balzo, Fürst von Tarent (Urban VI., 1389)
- Albrecht II., Herzog von Bayern
- Ranuccio Farnese il Vecchio, Condottiere, Feudalherr und Senator von Rom
- Sigismund noch als König, auf dem Konzil von Konstanz - (Johannes XXIII, 1415)
- Sigismund als Kaiser (Eugen IV., 1435)
- Heinrich VI. von England (Eugen IV., 1444)
- Kasimir IV., König von Polen (Nikolaus V., 1448)
- Kaiser Friedrich III. und seine Gattin Eleonora (Nikolaus V., 1452)
- Karl VII., König von Frankreich (Kalixtus III., 1457)
- Luigi III. Gonzaga, Markgraf von Mantua (Sixtus IV., 1477)[4]
- Eberhard I., Herzog von Württemberg (Sixtus IV., 1482)
- Jakob III. von Schottland (Innozenz VIII., 1486)
- Alexander, König von Polen (Julius II., 1505)
- Manuel I. von Portugal (Julius II., 1506 und Leo X., 1514)
- Friedrich III., Kurfürst von Sachsen (Leo X., 1519)
- Heinrich VIII. von England (Julius II., Leo X. und Klemens VII., 1524)
- Friedrich, Herzog von Mantua (Paul III., 1537)
- Heinrich IV., König von Frankreich und Navarra (Klemens VIII., 1598)
- Francesco Loredan, Doge von Venedig (Klemens XIII., 1759)

### Herrscherinnen
- Johanna I., Königin von Neapel (1368)
- Isabella, Königin von Kastilien (Alexander VI., 1493)
- Maria I. von England, Tochter Heinrichs VIII. (Paul IV., 1555)
- Jakobe von Baden-Baden, Ehefrau des Erbherzogs Johann Wilhelm von Jülich-Kleve-Berg (Sixtus V., 1588)
- Margarethe von Österreich, Königin von Spanien (Klemens VIII. 1598) am Tag der Hochzeit mit Philipp III.
- Henrietta Maria von Frankreich, Königin von England und Schottland, in Amiens empfangen (Urban VIII., 1625)
- Maria Anna von Spanien, Königin von Ungarn (Urban VII., 1630)
- Maria Teresa von Spanien, Königin von Frankreich, für ihren minderjährigen Sohn, dessen Taufpate Papst Alexander VII. war (1668)
- Maria Josepha von Österreich, Königin von Polen (Klemens X., 1672)
- Marie Casimire Louise de la Grange d’Arquien, Gattin von Johannes III. Sobieski, dem Retter von Wien (Innozenz XI., 1684)
- Wilhelmine Amalie von Braunschweig-Lüneburg, Kaiserin (Innozenz XII., 1699)
- Maria Luisa von Savoyen, Königin von Spanien (Klemens XI., 1701)
- Maria Christina, Erzherzogin von Österreich (Pius VI., 1776)
- Maria Theresia von Österreich-Este, Königin von Sardinien-Piemont (Leo XII., 1825)
- Maria Anna von Sardinien, Königin von Ungarn, dann Kaiserin (Gregor XVI., 1832)
- Maria II., Königin von Portugal (Gregor XVI., 1842)
- Maria Pia von Savoyen, Königin von Portugal am Tag ihrer Taufe (Pius IX. als ihr Taufpate, 1849)
- Eugenie, Kaiserin der Franzosen (Pius IX., 1856)
- Isabella II. von Spanien (Pius IX., 1868)
- Maria Christina von Österreich, Königliche Regentin von Spanien (Leo XIII., 1886)
- Isabel, Kaiserliche Prinzessin von Brasilien (Leo XIII., 1889)
- Amélie d’Orléans, letzte Königin von Portugal (Leo XIII., 1892)
- Marie Henriette von Österreich, Königin der Belgier (Leo XIII., 1893)
- Elisabeth, Königin der Belgier (1925)
- Elena von Montenegro (Pius XI., 1937)
- Charlotte von Luxemburg (1956)

### Städte
- Rat der Stadt Florenz (1417)
- Republik Venedig durch Papst Sixtus IV. (1476)

### Kirchen und Wallfahrtsorte
- Sankt Peter in Rom (fünfmal)
- St. Johann im Lateran in Rom (zweimal)
- Kapelle Sancta Sanctorum in St. Johann im Lateran (zweimal)
- Santa Maria Maggiore in Rom (zweimal)
- Santa Maria sopra Minerva in Rom (einmal)
- Kollegiatstift St. Ansgarii, Bremen, vor 1363[5]
- Wallfahrtskirche Andechs (Nikolaus V.), um 1455[6]
- Sant’Antonio (Nationalkirche der Portugiesen in Rom) (einmal)
- Erzbruderschaft von Gonfalone (einmal)
- Hl. Therese von Lisieux in Frankreich (Benedikt XV., 1920)
- Geburtskirche in Betlehem in Palästina (Paul VI., 1964)
- Unserer Liebe Frau von Fátima in Portugal (Paul VI., 1965, und Benedikt XVI., 12. Mai 2010, sowie Franziskus, 12. Mai 2017)
- Alte Basilika Unserer Lieben Frau von Guadalupe in Mexiko (Paul VI., 1966)
- Alte Basilika und Basílica de Nossa Senhora Aparecida in Aparecida in Brasilien (Paul VI., 1967, und Benedikt XVI., 12. Mai 2007)
- Jasna Góra (Tschenstochau) in Polen (Johannes Paul II., Juni 1979, Benedikt XVI., 2006, und Franziskus, Juli 2016)
- Knock in Irland (Johannes Paul II., Sept. 1979)
- Basilika Unserer Lieben Frau von Guadalupe in Mexiko (Johannes Paul II., Dez. 1979, sowie Franziskus, 22. Nov. 2013)
- Nuestra Señora de Luján in Argentinien (Johannes Paul II., Juni 1982)
- Unserer Liebe Frau von Kalvarien in Polen (Johannes Paul II., Juni 1987),
- Nuestra Señora de la Evangelización in Lima in Peru (Johannes Paul II., Mai 1988)
- Basilika Unserer Lieben Frau von Loreto in Italien (Johannes Paul II., Dez. 2000)
- Unsere Liebe Frau von Lourdes in Frankreich (Pius IX., Sept. 1877, und Johannes Paul II., Aug. 2004)
- St.-Josephs-Oratorium in Montreal in Kanada (Johannes Paul II., Okt. 2004)
- Unsere Liebe Frau von Sameiro bei Braga in Portugal (Johannes Paul II., Dez. 2004)
- Basilika von Mariazell in Österreich (Benedikt XVI., 8. Sept. 2007)
- Gnadenkapelle Altötting in Deutschland (Benedikt XVI., 9. Apr. 2008)
- Nationalheiligtum Basilika der Unbefleckten Empfängnis in Washington D. C., USA (Benedikt XVI., 16. Apr. 2008)
- Unsere Liebe Frau der Barmherzigkeit in Savona in Italien (Benedikt XVI., 17. Mai 2008)
- Unsere Liebe Frau der Wacht in Ceranesi in Italien (Benedikt XVI., 18. Mai 2008)
- Unsere Liebe Frau von Bonaria in Cagliari auf Sardinien (Benedikt XVI., 7. Sept. 2008)
- Unsere Liebe Frau vom Rosenkranz in Pompeji (Benedikt XVI., 19. Okt. 2008)
- Unsere Liebe Frau vom Kreuz in L’Aquila in Italien (Benedikt XVI., 28. Apr. 2009, nach dem Erdbeben)
- Unsere Liebe Frau von Europa in Gibraltar (Benedikt XVI., Mai 2009)
- Unsere Liebe Frau von Cabeza in Jaén in Spanien (Benedikt XVI., 22. Nov. 2009)
- Unsere Liebe Frau von ta’ Pinu auf der Insel Gozo, Malta (Benedikt XVI., 18. Apr. 2010)
- Catedral Basílica de Nuestra Señora del Valle in Catamarca in Argentinien (Benedikt XVI., 23. Aug. 2010)
- Catedral Basílica de Nuestra Señora del Socorro in Valencia, Venezuela (Benedikt XVI., 13. Nov. 2010)
- Basilika Unserer Lieben Frau von Scherpenheuvel in Scherpenheuvel-Zichem, Belgien (Benedikt XVI., 2. Feb. 2011)
- Virgen de la Caridad del Cobre in El Cobre, Kuba (Benedikt XVI., 27. März 2012)
- Santuario della Consolata, Turin (Franziskus, 21. Juni 2015)[7]
- Basilika Unserer Lieben Frau von Șumuleu Ciuc in Șumuleu Ciuc, Rumänien (Franziskus, 1. Juni 2019)[8]
- Basilika von den Sieben Schmerzen Mariens in Šaštín, Slowakei (Franziskus, 14. September 2021)[9]
- Trösterin der Betrübten in Luxemburg (Franziskus,  26. September 2024).